# Почесні громадяни Золотоноші
Список почесних громадян міста Золотоноша:
| № з/п | Почесний громадянин             | Коротко про особу | Дата присвоєння |
| ----- | ------------------------------- | --- | --------------- |
| 1     | Бєлий Данило Микитович          | Учасник Другої світової війни, командир 8-ї гвардійської механізованої бригади (3-й гвардійський механізований корпус, 47-ма армія, Воронезький фронт) гвардії генерал-майор. Брав участь у визволенні Золотоноші. За розгром ворожого угрупування в районі Золотоноші, захоплення плацдарму на правому березі Дніпра і надійне його закріплення присвоєно звання Героя Радянського Союзу. |                 |
| 2     | Кузнєцов Павло Ілліч            | Учасник Другої світової війни, заступник командира 9-ї гвардійської механізованої бригади по політчастині (3-й гвардійський технічний корпус, 47–ма армія, Воронезький фронт), гвардії майор. Учасник визволення Золотоноші. З 29 до 30 вересня керував переправою бригади через Дніпро, північніше Черкас. Звання Героя Радянського Союзу3 червня 1944 року. |                 |
| 3     | Обухов Віктор Тимофійович       | Учасник Другої світової війни, командувач 3-го танкового корпусу. У перші дні війни командував 26 танковою дивізією, з початку 1943 року — заступник командувача танковою армією, а навесні — командувач 3-го танкового корпусу. Під командуванням Обухова корпус визволяв Золотоношу — важливий вузол оборони противника на підступах до Дніпра між Переяславом і Кременчуком. Танкісти Обухова визволяли Білорусь, Прибалтику. За визволення Білорусі йому присвоєно звання Героя Радянського Союзу. Обухов обраний почесним громадянином Вільнюса, Золотоноші. В 1980 році вулиця Червона Золотоноші була перейменована у вулицю Генерала Обухова. |                 |
| 4     | Соловйов Трохим Ілліч           | Учасник Другої світової війни, командир батареї 9-ї гвардійської механізованої бригади (3-й гвардійський механізований корпус, 47-ма армія. Воронезький фронт), гвардії старший лейтенант. У боях за розширення плацдарму на правому березі Дніпра біля с. Селище Канівського району з 1 по 3 жовтня 1943 р. керував підрозділом, відбив 13 контратак, знищив 3 танки. Брав участь у визволенні Золотоноші і Золотоніського району. Звання Героя Радянського Союзу було присвоєно 25 жовтня 1943 року. |                 |
| 5     | Коробов Василь Никанорович      | Учасник Другої світової війни, воїн 3–го гвардійського механізованого корпусу. | 11 вересня 1973 |
| 6     | Андреєв Артем Пилипович         | Учасник Другої світової війни, воїн 3–го гвардійського механізованого корпусу. | 11 вересня 1973 |
| 7     | Пономаренко Михайло Федорович   | педагог, краєзнавець, археолог, історик, перший директор краєзнавчого музею, мовознавець, поет. Був одним з ініціаторів створення Спілки краєзнавців Черкащини. Відзначений званням «Заслужений вчитель України» в 1975 році, став лауреатом республіканської краєзнавчої премії ім. Антоновича та обласної премії ім. Михайла Максимовича. Як учасник бойових дій нагороджений орденами Вітчизняної війни 2 ст., Червоної Зірки та багатьма медалями. Пономаренко є співавтором видання «Історія міст і сіл УРСР. Черкаська область». Автор більше 1000 публіцистичних статей. Займався дослідженням питань лінгвістики, археології, історичного краєзнавства, літературознавства. Отримав звання почесного громадянина міста Золотоноша за вагомий особистий внесок у історико-культурне дослідження краю та громадське життя міста. | 21 вересня 2004 |
| 8     | Черевко Олександр Володимирович | український громадсько-політичний діяч, заслужений економіст України, доктор економічних наук, голова Черкаської обласної адміністрації (2005—2010 рр), ректор Черкаського національного університету ім. Б. Хмельницького. В 1991—1996 рр. працював на посаді керівника Золотоніського відділення Агропромбанку «Україна», 1996—2005 рр. — начальник управління Національного банку України в Черкаській обл. Державний службовець І рангу. Присвоєно звання почесного громадянина міста за вагомий особистий внесок у розвиток демократичних засад українського суспільства, активну громадянську позицію. | 15 вересня 2005 |
| 9     | Бельтюкова Ольга Яківна         | суддя Золотоніського народного суду (1954—1963). Зо березня 1963 року і до виходу на заслужений відпочинок у квітні 1990 р. незмінно працювала головою районного суду. Також працювала адвокатом, була відповідальним секретарем міської ради ветеранів. Присвоєно звання почесного громадянина міста за вагомий особистий внесок у зміцнення законності та правопорядку активну громадську діяльність. | 15 вересня 2005 |
| 10    | Савісько Олександр Іванович     | старшина батареї Золотоніської зенітно-артилерійської РЧК, начальник штабу медичної служби ЦРЛ. З 1986 р. впродовж 15 років працював начальником штабу медичної служби ЦРЛ. З грудня 2002 року очолює організацію інвалідів війни і Збройних Сил. Присвоєно звання почесного громадянина міста за вагомий особистий внесок у громадське життя міста. | 15 вересня 2005 |
| 11    | Олійник Микола Григорович       | голова Золотоніської міської ради народних депутатів з 1977 по 1987 рр.. Присвоєно звання почесного громадянина міста за вагомий особистий внесок у громадське життя та соціально-економічний розвиток міста. | 21 вересня 2004 |
| 12    | Дробний Іван Семенович          | вчитель, поет, член Спілки письменників України. За збірку поезій «Груша серед поля» отримав звання лауреата премії імені Василя Симоненка «Берег надії». Присвоєно звання почесного громадянина міста з нагоди 75-ти річчя за вагомий особистий внесок у розвиток культури міста, активну громадську позицію. | 2006            |
| 13    | Губський Богдан Володимирович   | український політик, Народний депутат чотирьох скликань. Член Національної спілки журналістів з 1998 р., Лауреат премії ім. М. Островського (1987), Міжнародної премії ім. В. Винниченка (2000 р.), Державної премії України в галузі науки і техніки (2002 р.) Автор понад 100 наукових праць та монографій. Присвоєно звання почесного громадянина міста за вагомий особистий внесок у соціально-економічний, культурний розвиток та громадське життя міста. | 21 вересня 2004 |
| 14    | Фесун Анатолій Іванович         | видатний лікар-хірург, головний лікар Черкаської обласної лікарні (1984—2003), Заслужений лікар України (1991), почесний професор Черкаського національного університету ім. Б. Хмельницького. Протягом лікарської практики зробив понад 2000 операцій, переймав досвід зарубіжних колег. За його керівництва було збудовано операційно-анестезіологічний та дев'ятиповерховий корпуси, переходи між корпусами, у лікарні почали працювати 3 стаціонарних відділення на 1250 ліжок, впроваджуються сучасні методи діагностики та лікування. Відомо, що лікар Анатолій Фесун «був за межами життя 86 днів», його серце запустили після 45-хвилинної зупинки. Про цей унікальний випадок в 1997 р. тобі писали і вітчизняні і зарубіжні ЗМІ. Після повного одужання лікар повернувся до роботи. Ім'я Фесуна занесено до Золотої Книги України «На зламі тисячоліть», що була видана до 10-ї річниці незалежності України, був нагороджений орденом «За заслуги» ІІІ ступеня. Присвоєно звання почесного громадянина міста за особистий внесок у розвиток медичного обслуговування жителів міста. Анатолій Іванович є також почесним громадянином Чорнобая та Черкас. | 12 вересня 2002 |
| 15    | Лега Юрій Григорович            | доктор технічних наук, професор, академік Міжнародної академії комп'ютерних наук і систем, Заслужений працівник народної освіти України. Ректор Черкаського державного технологічного університету (ЧДТУ) з 1998 — по 2014 р. Дійсний член Клубу ректорів Європи з 2007 р. Почесний професор ЧДТУ з 2016 року. Має понад 320 наукових праць, 16 монографій, 11 заявок на винаходи. Почесний громадянин міста Черкаси. Присвоєно звання почесного громадянина міста за вагомий особистий внесок у розбудову м. Золотоноші та велику увагу до розвитку освіти міста. | 12 вересня 2002 |
| 16    | Грановський Юхим Давидович      | Начальник золотоніського ПМК-231. У 1959—1996 роках працював у Золотоноші в ПМК-231, пройшовши шлях від майстра, виконроба, начальника виробничого відділу, головного інженера, начальника — 37 років трудового стажу в одному управлінні. Має почесне звання «Заслужений будівельник України». Присвоєно звання почесного громадянина міста за заслуги перед міською громадою, значний особистий внесок у соціально-економічний розвиток міста. | 28 серпня 2014  |